# Остров Врангеля (США)
Остров Врангеля (англ. Wrangell Island) — остров в составе архипелага Александра, штат Аляска, США.

## География

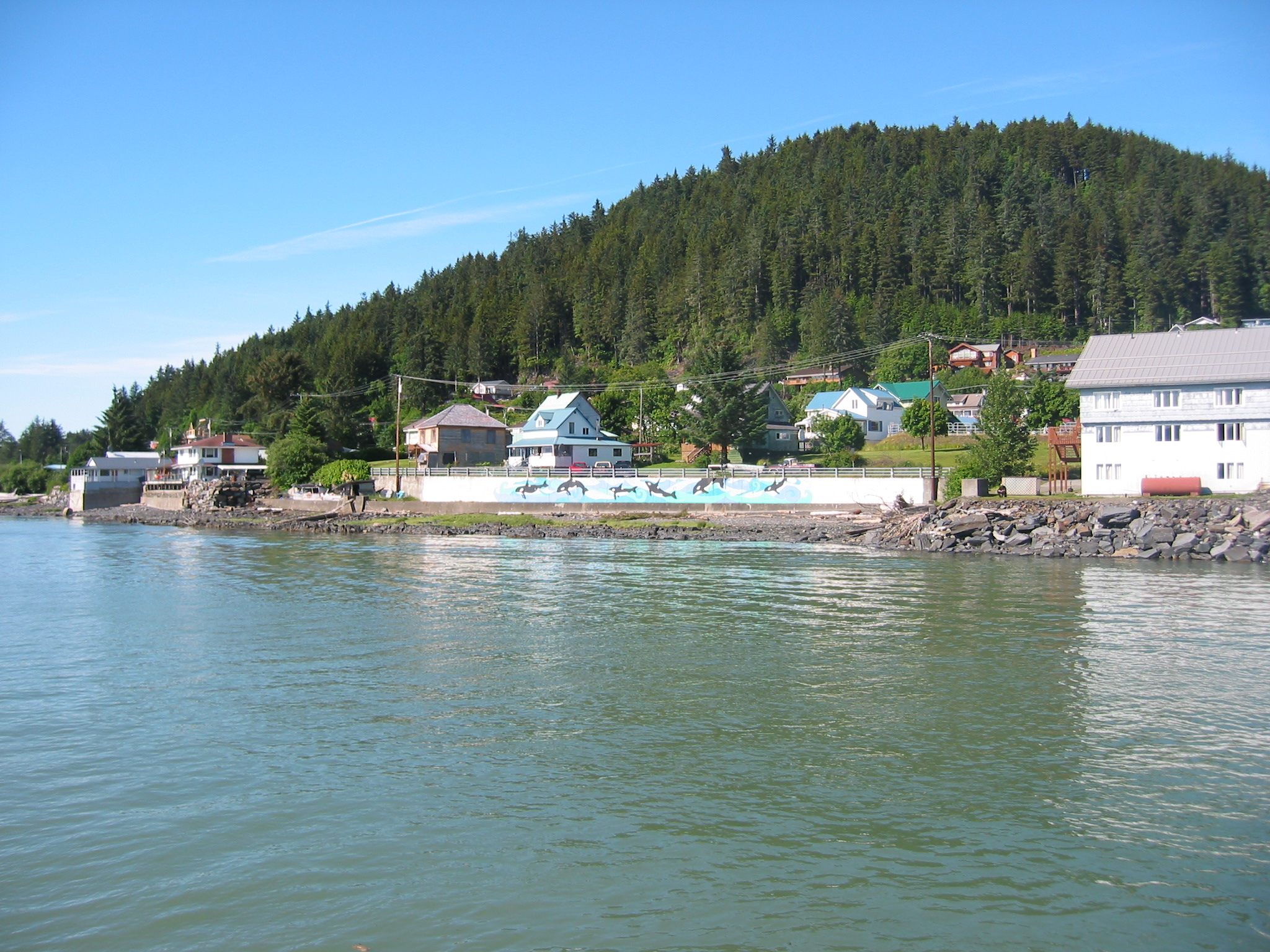
Вид на крупнейший город острова, Врангель. На заднем плане видна гора Дьюи.

Длина острова составляет 45 км, ширина колеблется от 8 до 23 км, площадь — 544 км², что делает его 29-м по величине островом США. Расстояние до материка — около 300 метров в самой узкой части пролива Блейк-Ченнел (Blake Channel), до острова Этолин — около 700 метров в самой узкой части пролива Зимовья (Zimovia Strait), у острова находится устье реки Стикин.

## История
Остров был открыт в 1793 году исследователем Джеймсом Джонстоуном во время Ванкуверской экспедиции. Джонстоун нанёс на карту только восточную часть побережья, не доказав, что открытая земля — остров.
В 1834 году сюда прибыли россияне, которые возвели форт Дионисия и дали острову нынешнее название в честь Фердинанда Петровича Врангеля, адмирала и исследователя. В 1867 году остров перешёл от Российской империи к США и до 1877 года на нём базировались американские военные, позже остров выполнял роль перевалочной базы для охотников, исследователей и шахтёров.

## Населённые пункты
Крупнейшие населённые пункты: Врангель (2308 жителей) и Томс-Плейс (22 жителя); возле города Врангель расположен одноимённый аэропорт.

## Экономика
На острове развиты рыболовство и шахтёрское дело, до 1990-х годов действовал лесопильный завод. Нетронутые леса, многочисленные озёра, реки, пещеры, обилие диких животных, — особенно много бурых медведей, барибалов, орлов, лосей, дикобразов и оленей sitka deer, — привлекают на остров множество туристов.